# Square Rooms
Square Rooms (Stanze quadrate) è una canzone del 1984, singolo di debutto dell'attore Al Corley, inserita nel suo primo ed omonimo album, pubblicato nello stesso anno.
La canzone è stata un successo internazionale, soprattutto in Europa diventando un classico degli anni ottanta.
Al Corley era precedentemente conosciuto per il ruolo di Steven Carrington nel serial televisivo Dynasty, dopo aver abbandonato il ruolo tenta la carriera musicale scrivendo lui stesso il testo del brano in collaborazione con Peter John Woods e con il musicista tedesco Harold Faltermeyer. Faltermeyer aveva precedentemente lavorato per la hit Self Control, portata al successo da Raf e successivamente da Laura Branigan.
Il brano è stato inizialmente pubblicato in Svizzera, dove si è dimostrato subito un successo arrivando alla posizione numero 6 e restando nelle zone alte della classifica per oltre dieci settimane. In seguito fu lanciato in Francia e in altri paesi, posizionandosi tra i primi posti delle classifiche europee, toccando per cinque settimane la posizione numero 1.
La canzone ha anche ottenuto successo in Italia (numero 12), Germania (numero 13) e Austria, dove ha raggiunto la posizione numero 15. Dopo il successo europeo il brano è stato distribuito negli Stati Uniti, dove ha ottenuto un successo più moderato sistemandosi alla posizione numero 80 della Billboard Hot 100, in data 1º giugno 1985.
Dopo questo successo, Corley ha pubblicato il secondo singolo Cold Dresses, prodotto e scritto a quattro mani con Harold Faltermeyer, non riscontrando però lo stesso successo di Square Rooms.
È stata realizzata una cover in francese intitolata On vit à deux ed eseguita da Lise.

## Tracce
7" single
1. "Square Rooms" — 3:40
2. "Don't Play With Me" — 4:20

12" maxi
1. "Square Rooms" (long version) — 8:02
2. "Square Rooms" (single version) — 3:40
3. "Don't Play With Me" — 4:20

## Classifica
| Classifica (1984)                   | Posizione |
| ----------------------------------- | --------- |
| Swiss Top 30 Singles Chart          | 6         |
| Classifica (1985)                   | Posizione |
| Austrian Top 30 Singles Chart       | 15        |
| French Top 50 Singles Chart         | 1         |
| German Singles Chart                | 13        |
| Italian Singles Chart               | 12        |
| U.S. Billboard Hot 100              | 80        |
| U.S. Billboard Hot Dance Play Chart | 26        |